# Höflenunatak
Höflenunatak är en nunatak i Antarktis. Den ligger i Östantarktis. Nya Zeeland gör anspråk på området. Toppen på Höflenunatak är 2 201 meter över havet.
Terrängen runt Höflenunatak är huvudsakligen platt, men åt nordväst är den kuperad. Trakten är obefolkad. Det finns inga samhällen i närheten.